# Commissariato del Mudugh
Il commissariato del Mudugh era uno dei commissariati dell'Africa Orientale Italiana. Faceva parte del governatorato della Somalia. 

## Residenze
Il commissariato comprendeva le seguenti residenze:
- residenza di Rocca Littorio
- residenza di Obbia
- residenza di El Bur
- residenza di Dusa Mareb